# Foodpanda
Foodpanda e онлайн пазарен сайт и приложение за поръчка на доставка на храна. Притежава се от берлинската компания Delivery Hero и осъществява дейност в над 40 държави. Приложението е най-използвано в Азиатско-Тихоокеанския регион, България и Румъния. Компанията спира дейността си в България през август 2021 година като е заменена от Glovo.
Услугата предоставя възможност за поръчка на храна от различни ресторанти и доставчици чрез уебсайт или мобилно приложение. Компанията си партнира със 115 000 ресторанта в 246 града и 80 000 доставчици на храна.
През 2015 година Goldman Sachs инвестира над 100 милиона долара във Foodpanda.